# Сандоваль, Рэй
Рэй Андерсон Сандоваль Байлон (исп. Ray Anderson Sandoval Baylón; род. 13 февраля 1995[…], Лима) — перуанский футболист, нападающий клуба «Монаркас Морелия» и сборной Перу.

## Клубная карьера
Сандоваль начал профессиональную карьеру в клубе «Спортинг Кристал» из своего родного города. 12 июля 2014 года в матче против «Универсидад Сан-Мартин» он дебютировал в перуанской Примере, заменив во втором тайме Максимильяно Нуньеса. Через неделю в поединке против «Сан Симона» Рэй забил свой первый гол за «Спортинг Кристал». В том же сезоне он стал чемпионом страны. Летом 2015 года Сандоваль на правах аренды перешёл в «Реал Гарсиласо». 1 мая в матче против «Кахамарки» он дебютировал за новый клуб. В этом же поединке Рэй забил свой первый гол за «Реал Гарсиласо». После окончания аренды Рафаэль вернулся в «Спортинг Кристал».
В начале 2018 года Сандоваль перешёл в мексиканский «Монаркас Морелия». 22 января в матче против «Сантос Лагуна» он дебютировал в мексиканской Примере. 28 июля в поединке против «Сантос Лагуна» Рэй забил свой первый гол за «Монаркас Морелия».

## Международная карьера
В 2015 году Сандоваль принял участие в Панамериканских играх в Канаде. На турнире он сыграл в матчах против Панамы, Канады и Бразилии.
6 сентября 2018 года в товарищеском матче против сборной Нидерландов Сандоваль дебютировал за сборную Перу.

## Достижения
«Спортинг Кристал»
- Чемпионат Перу по футболу — 2014